# Wasp (película)
Wasp es un cortometraje británico de 2003 dirigido por Andrea Arnold y protagonizado por Natalie Press y Danny Dyer. Narra la historia de una madre soltera que lucha por no dejar que sus cuatro hijos sean un obstáculo en la búsqueda de reavivar una relación con su exnovio. El corto ganó múltiples premios, incluido un premio Oscar en la categoría de mejor cortometraje.

## Sinopsis
Una joven madre siente nostalgia de los tiempos en los que estaba soltera, tiempos en los que no tenía ningún tipo de responsabilidad y podía hacer lo que quería con su vida. Después de varios años, revive una relación con un antiguo amor, pero sus hijos parecen ser un obstáculo que no le permite llevar con normalidad esta nueva etapa de su vida amorosa.

## Reparto
- Natalie Press – Zoe
- Danny Dyer – Dave
- Jodie Mitchell – Kelly
- Molly Griffiths – Sinead
- Kaitlyn Raynor – Leanne
- Danny Daley – Kai